# Bänsel

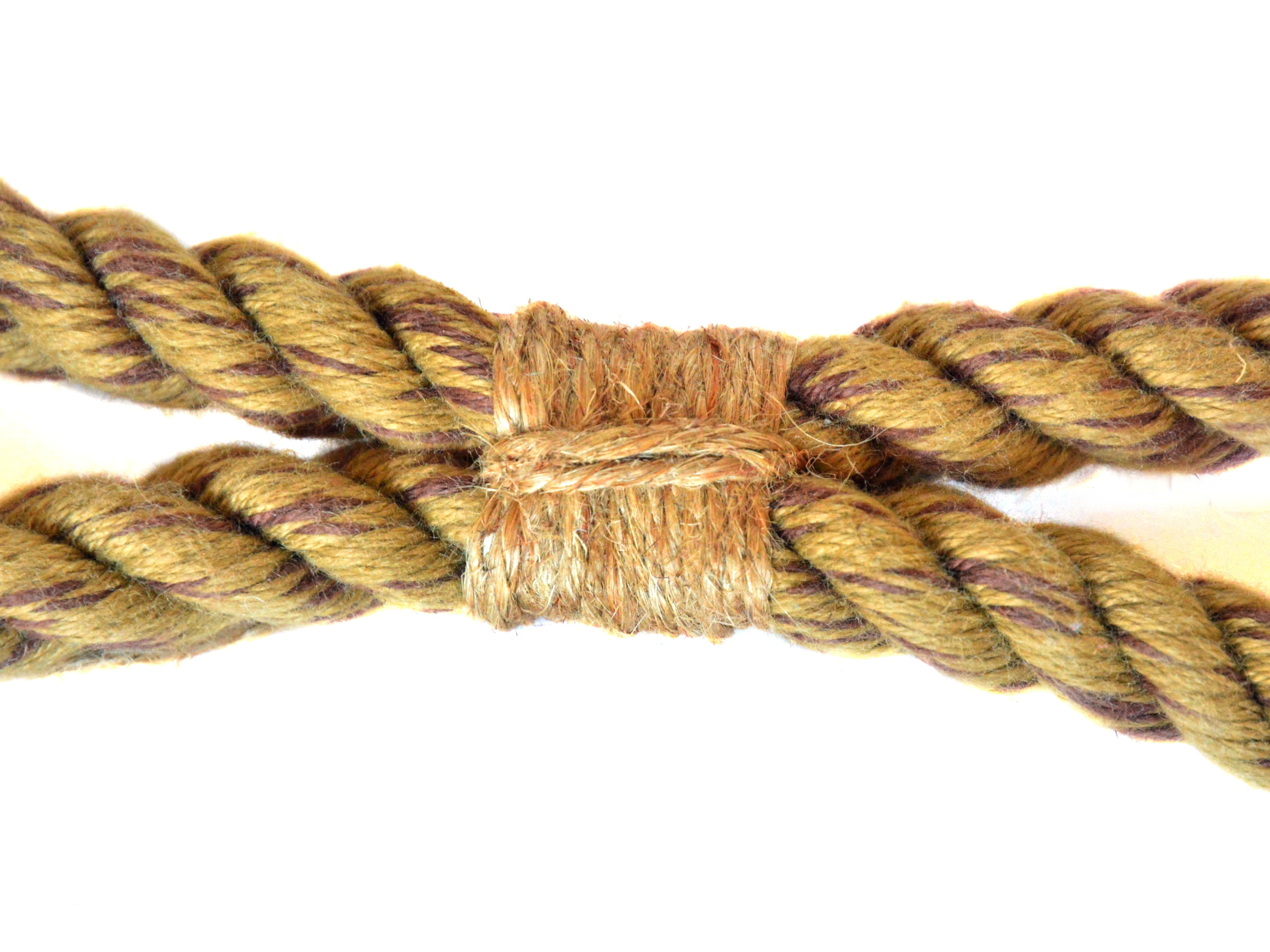
Ett kryssbänsel med två krysstörnar.

Bänsel eller bändsel är en genom hård lindning av tagelgarn omkring två tåg för att sammanbinda dessa, eller sammanbindning av olika parter av samma tåg anbringad runt ett kaus eller ett block. Den enklaste formen är rundbänsel där garnet bara lindas runt parterna och därefter knyts ihop. I ett kryssbänsel tajtas bänslingen ihop av krysstörnar som gör att den sitter hårdare.